# Koelncongress
Die Koelncongress GmbH agiert als Full-Service-Anbieter und Betreiber von Veranstaltungsstätten im Bereich Messen, Kongresse und Events.

## Veranstaltungsorte
Zu den Veranstaltungsstätten gehören:
- Congress-Centrum Koelnmesse (Nord und Ost)
- der Gürzenich
- der Tanzbrunnen mit dem Theater am Tanzbrunnen
- die Rheinterrassen und der km 689 Cologne Beach Club
- die Flora Köln.

Geschäftsführer der Koelncongress GmbH ist Ralf Nüsser. Die Häuser sind im Besitz der Stadt Köln oder der Koelnmesse und werden von der Koelncongress GmbH betrieben.

## Geschichte
Der Ursprung der ehemaligen KölnKongress GmbH, die 1994 als Tochter der Koelnmesse (49 % der Anteile) und der Stadt Köln (51 % der Anteile) gegründet wurde, liegt in der früheren Congressabteilung der Koelnmesse.
Mit der Übernahme des Betriebes des Gürzenich Köln 1997 – einem aus dem 15. Jahrhundert stammenden Profanbau im Herzen der Innenstadt, welcher kurz zuvor innerhalb von zwei Jahren für 30 Millionen Euro generalsaniert worden war – wechselten zehn weitere Mitarbeiter der ursprünglichen Congressabteilung der Koelnmesse zu KölnKongress.
KölnKongress betreute zu diesem Zeitpunkt bereits die Rahmenveranstaltungen zu den Kölner Messen und vermarktet in der messefreien Zeit die Congress-Centren der Koelnmesse.
Seit Juni 1998 wird das Kölner Traditionsgelände der „Tanzbrunnen Köln“ von KölnKongress betrieben. Das Gelände umfasst neben dem charakteristischen Brunnen ein 30.000 m² großes Parkareal mit Open-Air-Bühne, die gastronomisch genutzten Rheinterrassen mit Blick über den Rhein auf die Kölner Altstadt und das 1994 erbaute Theater am Tanzbrunnen.
Im Jahr 2000 übernahm KölnKongress die Bastei, ein über den Rhein ragender Rundbau des Architekten Riphahn, der ehemals Teil der Kölner Festungsanlage war und bis Sommer 2018 als Eventlocation genutzt wurde. Die Bastei wird derzeit von der Stadt Köln umfangreich umgebaut und saniert. Während der Bauarbeiten ist sie geschlossen und steht für Veranstaltungen nicht zur Verfügung.
In Kooperation mit dem Kölner Zoo ermöglicht es KölnKongress seit April 2002 in der ZooLocation auf 2.000 m² Fläche, Veranstaltungen für bis zu 400 Personen in einem der größten deutschen Aquarien durchzuführen.
Im Mai 2004 wurde direkt am Rhein mit dem 3.500 m² großen km 689 Cologne Beach Club auf dem Tanzbrunnengelände ein weiterer Veranstaltungsort geschaffen.
Die Flora Köln, eines der geschichtsträchtigsten Gründerzeitgebäude Kölns, mit fünf repräsentativen Räumen und mitten im Botanischen Garten gelegen, kam im April 2006 hinzu. Nach dreijähriger Generalsanierung (2011–2014) ist die Flora am 12. Juni 2014 feierlich wiedereröffnet worden.
Seit September 2008 betreute KölnKongress das denkmalgeschützte Staatenhaus am Rheinpark. Das ehemalige im Jahr 1928 erbaute „Staatenhaus“ – zwischen dem Messe- und dem Tanzbrunnengelände gelegen – ist mit seinen 16.900 m² Ausstellungsfläche für Kongresse, Events und Firmenveranstaltungen als auch für Ausstellungen geeignet. Da ein neues Musicaltheater gebaut werden soll, gab KölnKongress das Gebäude im Januar 2015 an die Stadt Köln zurück.
Im September 2016 gründete die KölnKongress GmbH (51 Prozent) gemeinsam mit der Koelnmesse GmbH (49 Prozent) die KölnKongress Gastronomie GmbH. Diese ist seit dem 1. April 2017 exklusiver Gastronomiepartner im Gürzenich und in der Bastei. Am 1. Mai 2019 übernahm die KölnKongress Gastronomie GmbH auch den gastronomischen Betrieb am Theater am Tanzbrunnen, dem Open-Air-Bereich, sowie den Rheinterrassen mit angrenzendem Biergarten und dem km 689 Cologne Beach Club. Geschäftsführer der Koelncongress Gastronomie GmbH (ehemals KölnKongress Gastronomie GmbH) ist seit April 2023 Sven Häffner.
Zum 1. Januar 2020 sind die Firmen Koelnmesse Ausstellungen GmbH und KölnKongress GmbH als 100%ige Tochtergesellschaft der Koelnmesse fusioniert. Das neue Unternehmen firmiert unter dem Namen Koelncongress GmbH.
Am 1. November 2022 trat Ralf Nüsser, bisher Prokurist und Leiter Kongresse/Tagungen/Events bei der Koelncongress GmbH, innerhalb des Unternehmens die Nachfolge des Gründungsgeschäftsführers Bernhard Conin an.